# Cicinho
Cícero João de Cezare, född 24 juni 1980 i Pradópolis, São Paulo, är en brasiliansk före detta fotbollsspelare, mer känd som Cicinho.

## Egenskaper
Cicinho är en vindsnabb högerback vars spelstil anses påminna om den som försvarsspelaren Cafu hade (Marcos Evangelista de Moraes). 
Efter att han vann Club World Cup då han spelade för São Paulo blev han kontrakterad för Real Madrid för fyra miljoner euro. Under sin tid där drabbades Cicinho flera gånger av skador, vilket gjorde att han sällan fick komma till sin rätt. Han ställer därför stora förhoppningar på sin nya klubb. AS Roma betalade sammanlagt 11 miljoner euro som övergångssumma.